# Стаматиос Кримигис
Стаматиос (Том) М. Кримигис (на гръцки: Σταμάτιος Κριμιζής) е гръцко-американски учен в областта на изследването на Космоса. Допринася за много от безпилотните космически програми на САЩ – негови приноси има в мисиите за проучване на почти всяка планета на Слънчевата система. През 1999 г. Международният астрономически съюз нарича в негова чест астероида 8323 Кримигис (преди това 1979 UH).

## Биография
Роден е през 1938 г. във Вронтадос на остров Хиос, Гърция, където посещава училище. В САЩ учи в Университета на Минесота и получава бакалавърска степен по физика през 1961 г., магистърска степен от Университета на Айова през 1963 г. и докторска степен по физика през 1965 г. Ученик на Джеймс Ван Алън.
Кримигис е ръководител Emeritus на космическия отдел в Лабораторията по приложна физика в университета „Джон Хопкинс“, щата Мериленд, САЩ и е член на Атинската академия, Гърция. Председател на гръцкия Национален съвет за научни изследвания и технологии.
Кримигис е главният разработчик на MIMI на „Касини-Хюйгенс“, експеримент с ниско енергийни частици (LECP) на „Вояджър 1“ и „Вояджър 2“, както и на CPME на Експлорър 47.
Участва и в проектите LAN/ HI-SCALE на „Одисей“, EPIC на GEOTAIL, EDP на „Галилео“, TRD на „Маринър 3“ и LECR на „Маринър 4“.  Кримигис е работил и за Advanced Composition Explorer, за програмите Маринър 5“, „Месинджър“ и „Нови хоризонти“.

## Награди
- Награда за постижения, Лаборатория по приложна физика на университета Джон Хопкинс (2004).
- Член на Атинската академия, председател на „Наука за космоса“ (2004).
- Награда за изследвания на космоса COSPAR (2002).
- Награда на института „Смитсониън“ (2002).
- Медал на НАСА за изключителни научни постижения (1981, 1986).
- Награда на Международна академия по астронавтика (1994).
- Златен медал на Съвета на европейските авиокосмически дружества (2011).
- Награда за постижения на Националния музей за въздушна и космическа техника (2015 г.).
- Награда на Американското астрономическо общество (2016).
- Медал за публични заслуги на НАСА (2016). [7]
- Над 40 други награди на НАСА и ЕКА.